# Leiocottus hirundo
Leiocottus hirundo – gatunek morskiej ryby skorpenokształtnej (Scorpaeniformes) z rodziny głowaczowatych (Cottidae), jedyny przedstawiciel rodzaju Leiocottus. 

## Występowanie
Występuje w wodach środkowowschodniej części Oceanu Spokojnego na głębokościach do 37 m. Dorasta do 25 cm.